# Ажиев, Уки Ажиевич
Уки (Уке) Ажиевич Ажиев (23 декабря 1924 года, Карабулак, Джетысуйская губерния, Киргизская АССР, РСФСР, СССР — 7 мая 2015 года, Алматы, Казахстан) — советский и казахстанский художник, мастер акварели. Заслуженный деятель искусств Казахской ССР (1985), лауреат Государственный премии имени Чокана Валиханова и независимой премии «Тарлан» (2006).

## Биография
Родился в Алматинской области в крестьянской семье. Происходит из племени дулат Старшего жуза.
В 1938—1939 гг. — студент Алма-Атинского художественного училища. В 1939 году, как наиболее одаренный ученик, был направлен в Ленинградскую художественную школу Академии художеств. После начала Великой Отечественной войны ушёл на фронт, участвовал в обороне Ленинграда.
После войны в 1948—1950 годах учился в Алматинском художественном училище по классу живописи.
С 1959 года член Союза художников СССР. Занимался преподавательской деятельностью в Алматинском художественном училище.

## Творчество
Мастер акварельной живописи. Автор картин, портретов знатных людей, рабочих, сельских тружеников, ученых, молодых современников: «Портрет А. Кастеева», «Казахская мадонна», «Автопортрет», «Путешествие Чокана Валиханова» (1959), «Профессор М. Балакаев» (1962), «Студентка Бакыт» (1965), «В степях Мангышлака» (1976), «Табунщица» (1980), «Портрет моей супруги» (1995), «Картина гор» (1997) и других.
Произведения Ажиева находятся в Третьяковской галерее, в Лондонском музее архитектуры и искусства (Tate Britain), Государственном музее искусств Казахстана им. А. Кастеева (Алма-Ата), других музеях республики и стран СНГ, Киева, Баку, Вильнюса, Риги, а также в частных коллекциях Франции, Италии, Германии, США, Швейцарии, Южной Кореи. По экспертным оценкам, он создал около 10 тысяч произведений.